# 亚历克斯·希贝拉斯·特里戈纳
亚历克斯·希贝拉斯·特里戈纳（英語：Alex Sceberras Trigona，1950年3月3日—），马耳他政治人物，曾任外交部长、总理特使、常驻世界贸易组织代表等职。

## 生平
1950年生于马耳他岛。1973年获马耳他大学法学博士学位。同年获得罗德奖学金赴英国牛津大学奥利尔书院攻读哲学、政治学和经济学，获学士和硕士学位。1975年回国后在马耳他大学任讲师，讲授国际政治和经济。1976年至1981年，历任工党青年团国际书记、工党国际书记并兼任开罗美国大学顾问等职。1981年12月首次当选马耳他国会议员，并任外交兼文化部长。
2013年出任总理特使、常驻世界贸易组织代表。2022年获授共和国服务勋章。